# Primera División 1906 (Argentinië)
In 1906 werd het vijftiende seizoen gespeeld van de Primera División, de hoogste voetbaldivisie van Argentinië. Alumni AC werd kampioen. 

## Eindstand

### Groep A
Barracas kreeg twee strafpunten omdat ze een niet-speelgerechtige speler opstelden. 
| Plaats | Club                      | Wed. | W | G | V | Saldo | Ptn. |
| ------ | ------------------------- | ---- | - | - | - | ----- | ---- |
| 1º     | Lomas Athletic Club       | 10   | 7 | 1 | 2 | 23:14 | 15   |
| 2º     | San Martín Athletic       | 10   | 5 | 2 | 3 | 17:9  | 12   |
| 3º     | Club Atlético Estudiantes | 10   | 6 | 0 | 4 | 22:19 | 12   |
| 4º     | San Isidro                | 10   | 5 | 0 | 5 | 23:22 | 10   |
| 5º     | Reformer                  | 10   | 4 | 0 | 6 | 30:22 | 8    |
| 6º     | Barracas Athletic         | 10   | 1 | 1 | 8 | 8:37  | 1    |

|  | Gewkalificeerd voor finale |

### Groep B
| Plaats | Club                 | Wed. | W | G | V | Saldo | Ptn. |
| ------ | -------------------- | ---- | - | - | - | ----- | ---- |
| 1º     | Alumni Athletic Club | 8    | 7 | 0 | 1 | 28:6  | 14   |
| 2º     | Quilmes AC           | 8    | 6 | 0 | 2 | 26:13 | 12   |
| 3º     | Belgrano Athletic    | 8    | 5 | 0 | 3 | 23:15 | 10   |
| 4º     | Argentino de Quilmes | 8    | 1 | 0 | 7 | 5:19  | 2    |
| 5º     | Belgrano Extra       | 8    | 1 | 0 | 7 | 9:38  | 2    |

|  | Gekwalificeerd voor finale |
|  | Degradatie                 |

### Finale
|           |                     |       |                      |  |
| 7 oktober | Lomas Athletic Club | 0 – 4 | Alumni Athletic Club |  |
| 7 oktober |                     |       |                      |  |